# 志田彩良
志田彩良（日语：／ Shida Sara；1999年7月28日—）是日本女演員、模特兒，出身自神奈川縣。所屬經紀公司為Ten Carat。
志田在小學6年級時因星探發掘而走進演藝界，其後成為《Pichilemon》的專屬模特兒。2014年首次參與試鏡會就成功，獲得主演短篇電影的機會，首次參演影視作品。2017年在電影《光之旅》（ひかりのたび）中飾演主角，初次主演長篇電影。

## 作品列表

### 電視劇
- 問題餐廳 第1集（2015年1月15日，富士電視台）：飾演 藤村五月（高中時期）
- 高校啦啦隊（2018年7月13日－9月14日，TBS）：飾演 蓮實琴
- 搖曳露營△（東京電視台）：飾演 齊藤惠那
  - 第1季（2020年1月10日－3月26日）
  - 特別篇（2021年3月29日）
  - 第2季（2021年4月1日－6月17日）
- 第56年的失戀（日语：56年目の失恋）（2020年7月11日，NHK BS Premium）：飾演 菊池和子
- 所以我化妝（日语：だから私はメイクする）（2020年10月8日－11月12日，東京電視台）：飾演 近藤芽生
- 東大特訓班 第2季（2021年4月25日－6月27日，TBS）：飾演 小杉麻里
- 成為你的花（2022年10月18日－12月20日，TBS）：飾演 池岡奈緒
- 不小心繼承了牛郎店（2023年4月18日－7月4日，關西電視台・富士電視台）：飾演 西野莉奈
- Pending Train－8時23分，明天和你在一起（2023年4月21日－6月23日，TBS）：飾演 樋口真緒
- 毛骨悚然撞鬼經驗 夏之特別篇2023「滯留的痕跡」（2023年8月19日，富士電視台）：飾演 佐藤有紀
- 閃爍的青春（WOWOW）：飾演 村尾修子
  - Season1（2023年9月22日－11月10日）
  - Season2（2024年1月19日－2月23日）
- 大奧Season2「幕末編」（2023年11月7日－12月12日，NHK）：飾演 德川家茂
- 無法消除的“我” ―復仇的連鎖―（日语：消せない「私」-復讐の連鎖-）（2024年1月6日－3月30日，日本電視台）：飾演 灰原硝子（主演）
- 隱藏美食好吃驚（日语：こんなところで裏切り飯）（2024年1月19日－3月22日，中京電視台）：飾演 小野寺真理子（與伊武雅刀雙主演）
  - 隱藏美食好吃驚～風起雲湧的7位高管～（日语：こんなところで裏切り飯 〜嵐を呼ぶ七人の役員〜）（2025年1月16日－3月20日、中京電視台・日本電視台）
- 神秘的密子小姐（日语：マル秘の密子さん）（2024年7月13日－9月28日，日本電視台）：飾演 九條玲香
- 連續電視小說 紅豆麵包 第11回－（2025年4月14日－，NHK）：飾演 小川うさ子
- Stingers 警視廳誘餌搜查驗證室（2025年7月22日－，富士電視台）：飾演 森園はな

## 外部連結
- 經紀公司官方網站（日語）
- 志田彩良的Instagram帳戶